# Leo Cushley

Erzbischofswappen von Leo Cushley

Leo William Cushley (* 18. Juni 1961 in Airdrie) ist ein schottischer Geistlicher und römisch-katholischer Erzbischof von Saint Andrews und Edinburgh.

## Leben
Cushley empfing am 7. Juli 1985 in Uddingston, South Lanarkshire die Priesterweihe für das Bistum Motherwell. 1992 trat er in den diplomatischen Dienst des Vatikans ein. Er wirkte in zahlreichen afrikanischen Staaten, in Portugal und bei den Vereinten Nationen. Zuletzt wirkte er als Leiter der englischsprachigen Sektion des Staatssekretariats. Im Rahmen dieser Tätigkeit arbeitete er eng mit Papst Benedikt XVI. und Papst Franziskus zusammen, etwa bei Besuchen von Staatsoberhäuptern. Er begleitete Papst Benedikt zudem auf seinen Auslandsreisen nach Zypern, Malta und England.
Papst Franziskus ernannte ihn am 24. Juli 2013 zum Erzbischof von Saint Andrews und Edinburgh. Die Bischofsweihe spendete ihm der Erzpriester der Basilika St. Paul vor den Mauern, James Michael Kardinal Harvey, am 21. September desselben Jahres. Mitkonsekratoren waren der Apostolische Nuntius in Großbritannien, Erzbischof Antonio Mennini, und der Glasgower Erzbischof Philip Tartaglia, von dem er die Amtsgeschäfte übernahm, nachdem Kardinal Keith Patrick O’Brien aufgrund von Missbrauchsvorwürfen zurückgetreten war.
2016 wurde Leo Cushley von Kardinalgroßmeister Edwin Frederick O’Brien zum Großoffizier des Ritterordens vom Heiligen Grab zu Jerusalem ernannt und in den Päpstlichen Orden investiert. 2022 erfolgte durch den Kardinalgroßmeister Fernando Filoni die Bestellung zum Großprior der schottischen Statthalterei in Nachfolge von Mario Joseph Conti.
Am 25. April 2023 ernannte ihn der Papst zudem zum Mitglied der Sektion des Dikasteriums für die Evangelisierung für die grundlegenden Fragen der Evangelisierung in der Welt.